# „No Kings“-Proteste

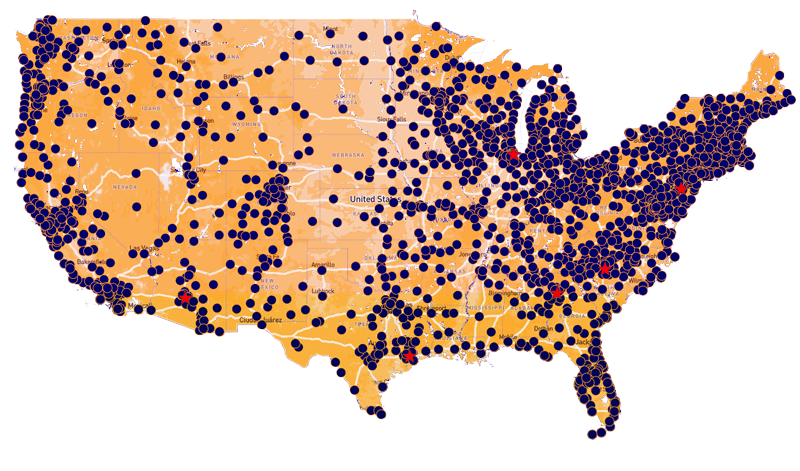
Karte der „No Kings“-Proteste in den Vereinigten Staaten

Als „No Kings“-Proteste werden eine Reihe von Demonstrationen am 14. Juni 2025 als Reaktion auf die Militärparade der US-Streitkräfte am 79. Geburtstag des US-Präsidenten Donald Trump bezeichnet. Die Parade fand zum 250-jährigen Jubiläum des Heeres der US-Streitkräfte statt. Am gleichen Tag fanden in den USA und in anderen Ländern über 2.100 Demonstrationen mit geschätzten 4–6 Millionen Teilnehmern statt. Die Proteste richteten sich primär gegen die Politik Trumps und gegen Handlungen Trumps seit dem Beginn seiner zweiten Amtszeit (20. Januar 2025) und dessen Selbstinszenierung durch eine Militärparade, nicht gegen die US-Streitkräfte selbst.

## Beteiligung
Den Angaben der „No Kings“-Veranstalter und der American Civil Liberties Union (ACLU) zufolge nahmen mehr als fünf Millionen Menschen an über 2.100 Orten in den USA an den Demonstrationen teil. In ihrer Erklärung betonten die „No Kings“-Veranstalter, dass es sich um die größten koordinierten Proteste seit der zweiten Amtszeit von Donald Trump handelte.
Eine gemeinschaftliche Aktion zur Erfassung der Teilnehmerzahlen wurde von dem Datenjournalisten G. Elliott Morris geleitet. Dieser schrieb am 15. Juni 2025, dass grobe Überschlagsrechnungen die Gesamtzahl der Teilnehmenden auf „etwa vier bis sechs Millionen Menschen“ bezifferten. Das bedeute, so Morris weiter, dass „ungefähr 1,2–1,8 % der US-Bevölkerung an einem ‚No Kings‘-Protest teilgenommen haben“.

## Hintergrund
Auslöser der „No Kings“-Proteste war die Militärparade zum 250-jährigen Jubiläum des Heeres der Streitkräfte der Vereinigten Staaten. Da Militärparaden dieses Ausmaßes in den USA unüblich sind, solche in Trumps erster Amtszeit abgelehnt, aber in seiner zweiten Amtszeit durchgesetzt wurden und auf den Einsatz des US Marine Corps gegen Demonstranten in Los Angeles folgten, wurde die Parade von dem Großteil der US-Bevölkerung abgelehnt und von vielen als Machtdemonstration und „diktatorische“ Inszenierung aufgefasst. Der Einsatz der US Marine Corps in Los Angeles war eine Reaktion auf mehrtägige Demonstrationen gegen die US-weiten ICE-Razzien, bei denen es zu Ausschreitungen während einzelner Proteste in Los Angeles kam, die aber laut dem Gouverneur von Kalifornien Gavin Newsom unter Kontrolle waren; der Einsatz von US-Streitkräften sei daher nicht legitimiert gewesen.

Bilder der landesweiten Demonstrationen in den USA
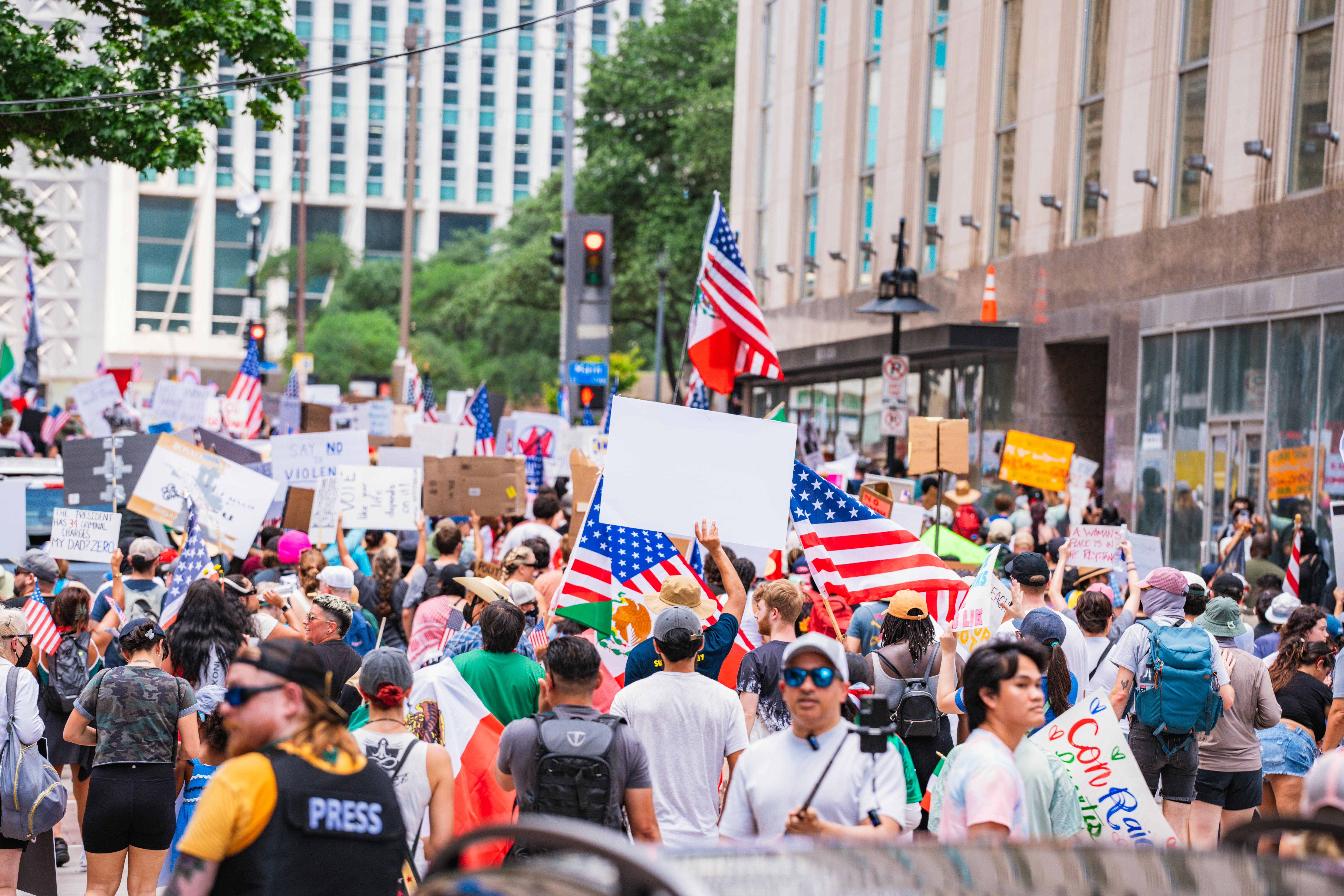
Dallas, Texas
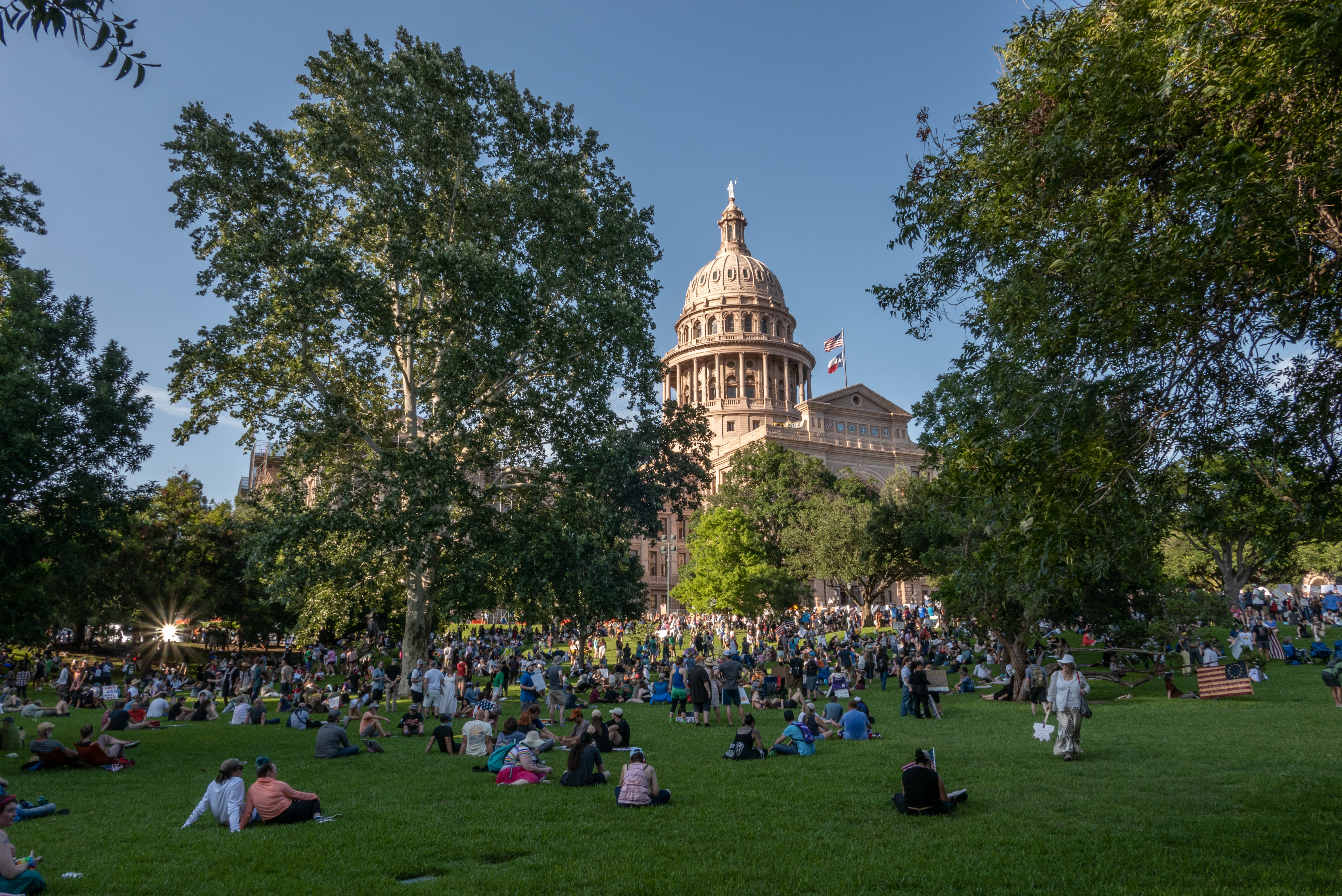
Austin, Texas
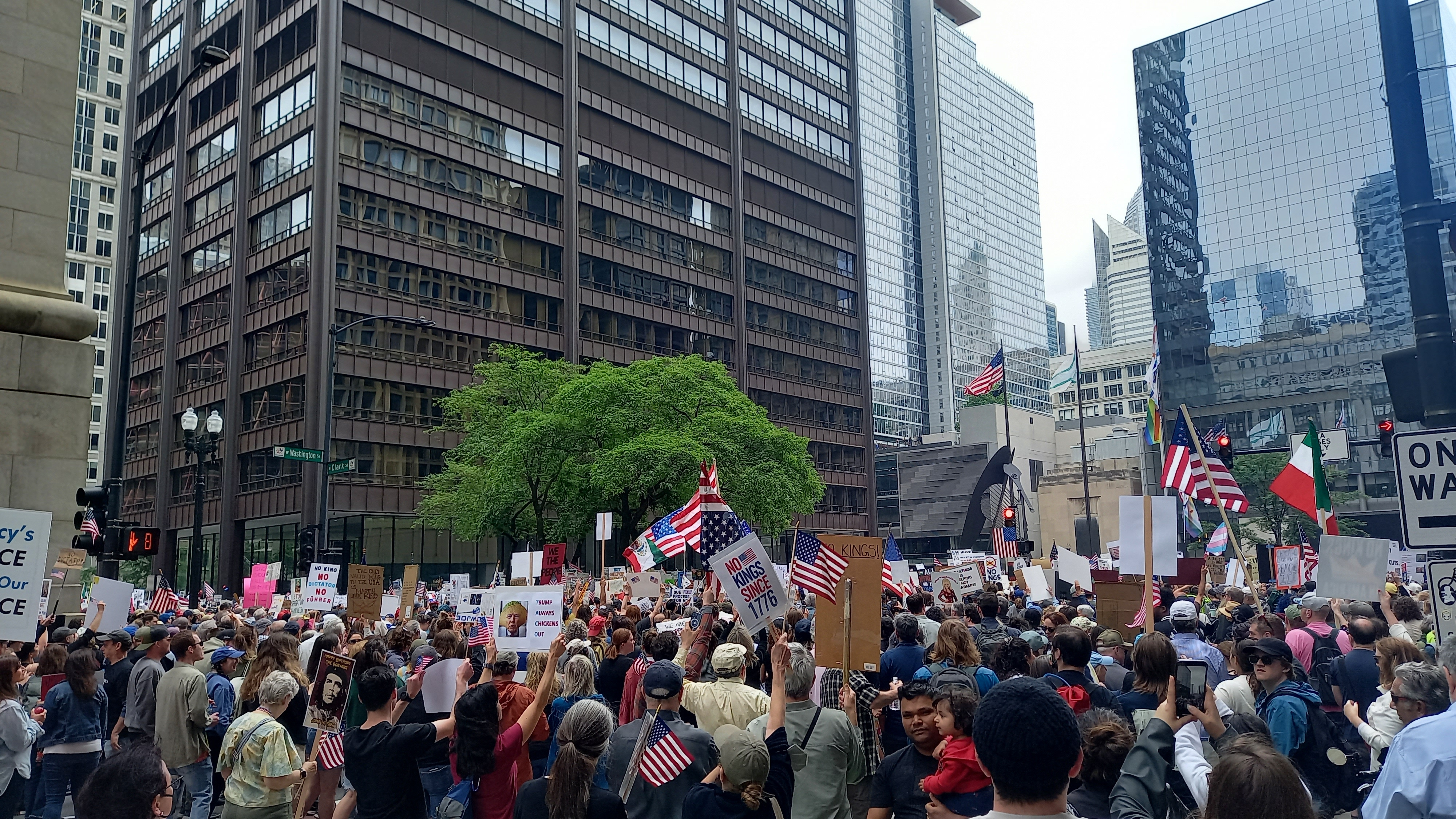
Chicago, Illinois
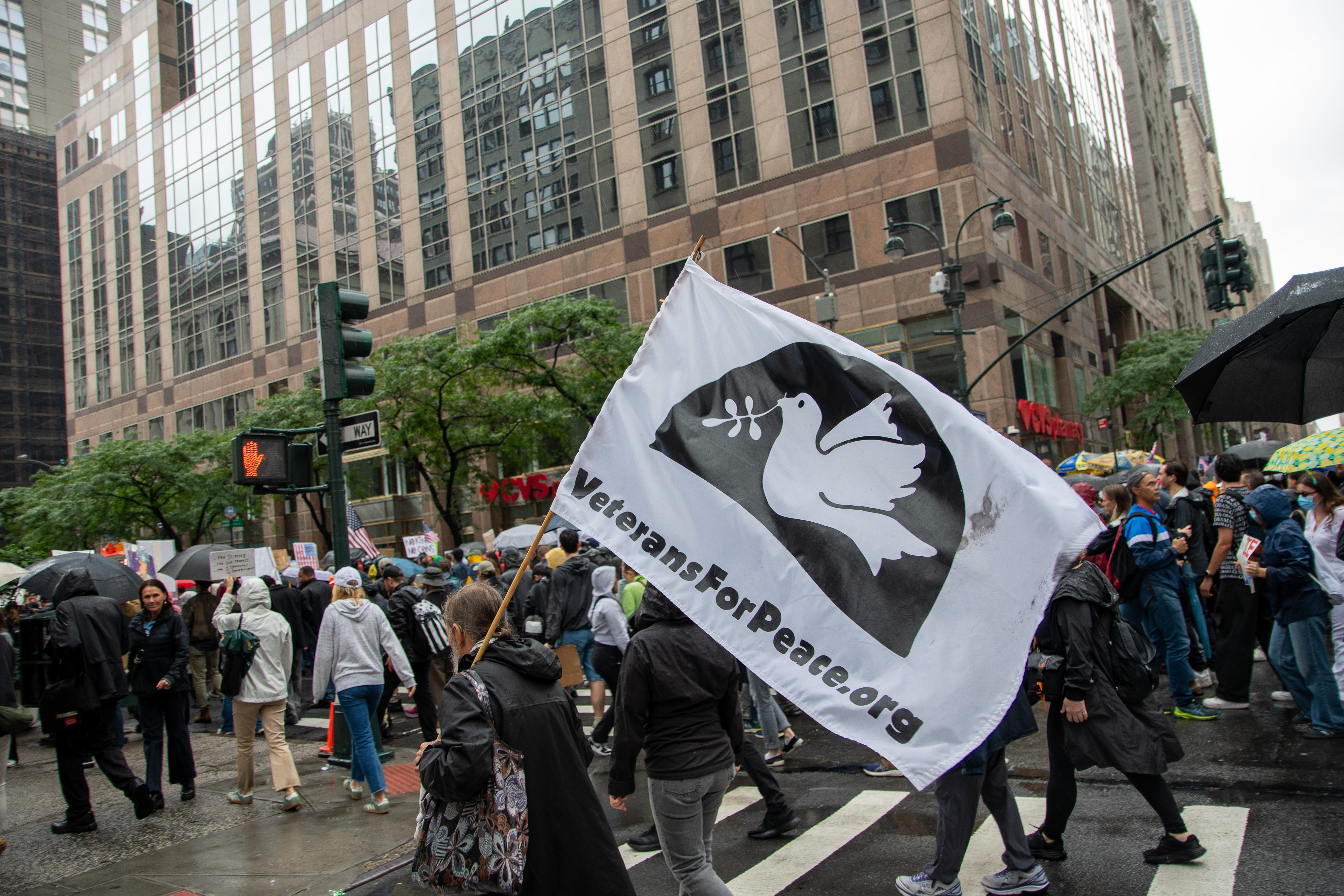
New York City, New York
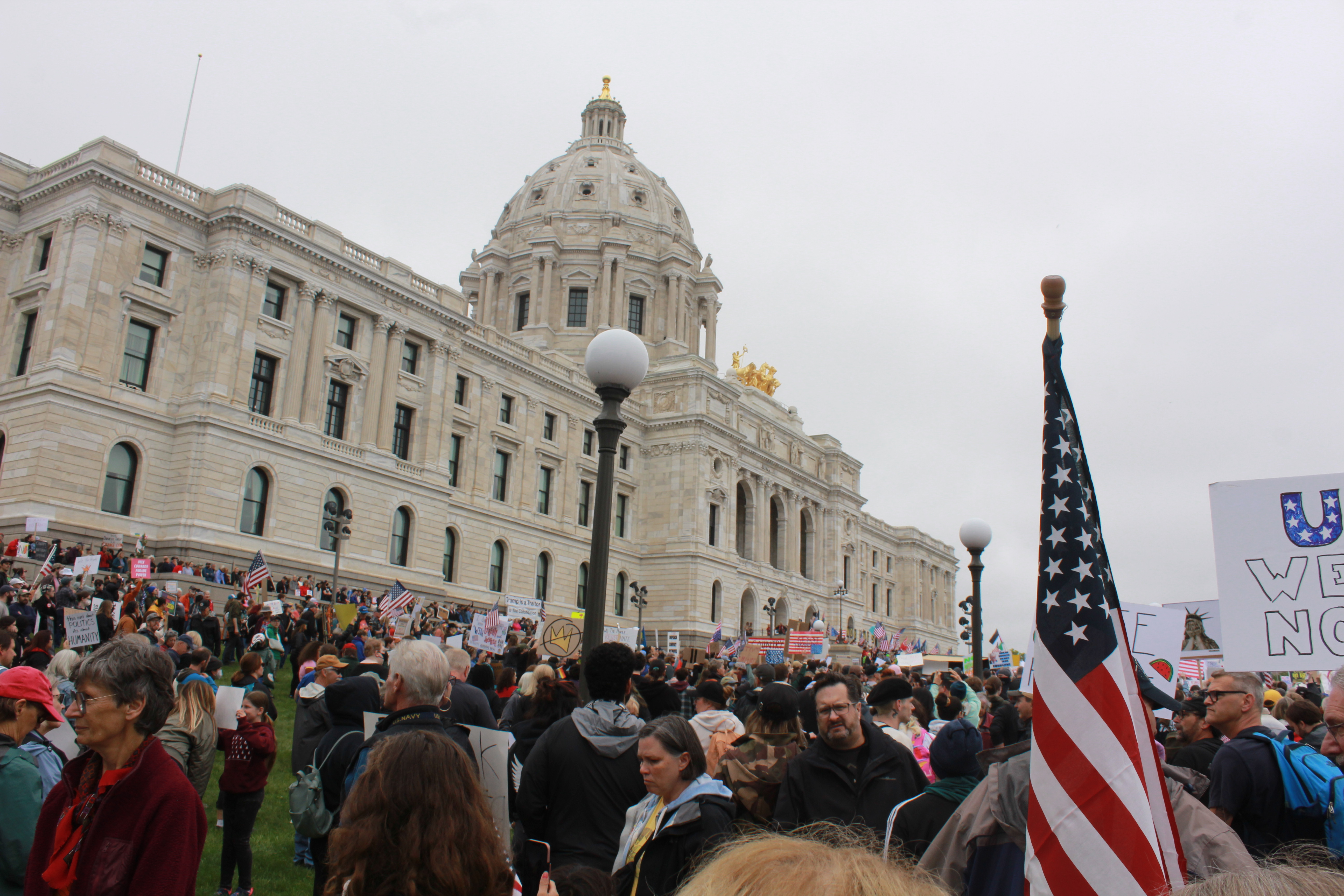
Saint Paul, Minnesota
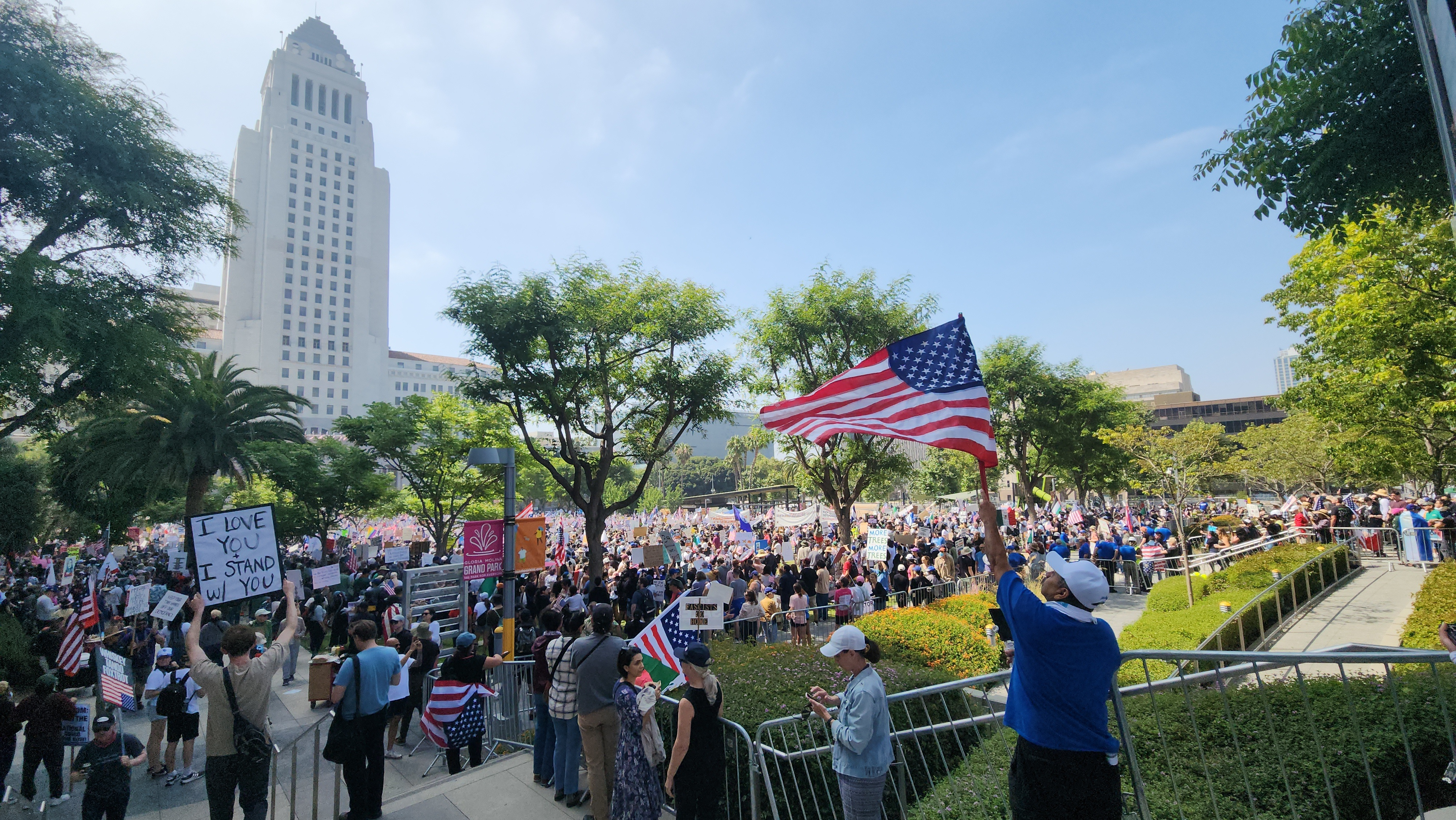
Los Angeles, Kalifornien

Die „50501“-Bewegung organisierte die Proteste. Ihre Bezeichnung bezieht sich auf das wahrgenommene autoritäre und königsähnliche Verhalten Donald Trumps. Er wird aufgrund seiner Missachtung von Gerichtsbeschlüssen, außergesetzlicher Abschiebungen und seiner Geringschätzung von Bürgerrechten mit einem absoluten Monarchen verglichen. Die Organisation „Demokraten im Ausland“ (Democrats Abroad) organisierte internationale Solidaritätsproteste unter dem Motto „Keine Tyrannen“, da viele Länder noch Monarchen als Staatsoberhäupter haben. Ihre Botschaft lautet: „Wir lehnen Autoritarismus ab. Wir lehnen Angst ab. Wir lehnen Tyrannen ab.“ In Berlin, Deutschland wurde die Protestveranstaltung von der Vereinigung „American Voices Abroad - Berlin“ organisiert.

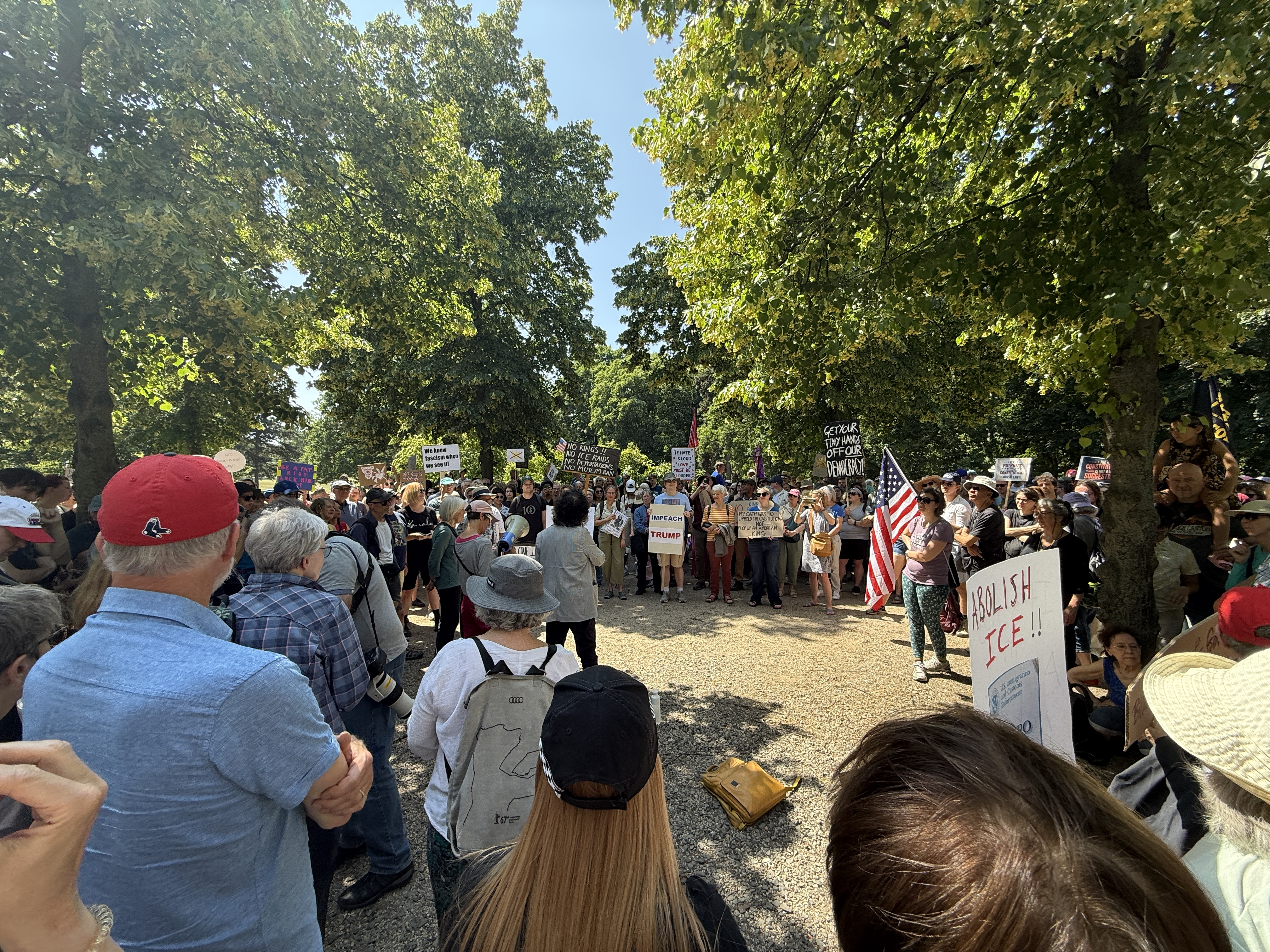
„No Kings“-Protest in Berlin, Deutschland

Donald Trump lehnte den Protest öffentlich ab und drohte, gegen Demonstranten bei der Militärparade werde „mit großer Härte“ vorgegangen.